# Elements, Pt. 2
Elements, Pt. 2 — десятый студийный альбом финской пауэр-метал-группы Stratovarius, вторая часть дилогии Elements. Был выпущен в 2003 году. Альбом символизирует стихии земли и воздуха.
Музыкальные композиции альбома писались в одной студийной сессии вместе с композициями первой части дилогии.
По словам клавишника группы Йенса Юханссона, данный альбом менее симфоничен, нежели первая часть дилогии, и более похож на творчество группы старого образца. Такого же мнения придерживается и российский журнал Dark City, который в качестве сравнения приводит ранний альбом группы под названием Visions и ставит альбому 4 балла из 5.
Оформлением обложки альбома занимался Дерек Риггс.

## Список композиций
Музыка и тексты — Толкки.
| №                   | Название                       | Длительность |
| ------------------- | ------------------------------ | ------------ |
| 1.                  | «Alpha & Omega»                | 6:38         |
| 2.                  | «I Walk to My Own Song»        | 5:03         |
| 3.                  | «I’m Still Alive»              | 4:50         |
| 4.                  | «Season of Faith’s Perfection» | 6:08         |
| 5.                  | «Awaken the Giant»             | 6:37         |
| 6.                  | «Know the Difference»          | 5:38         |
| 7.                  | «Luminous»                     | 4:49         |
| 8.                  | «Dreamweaver»                  | 5:53         |
| 9.                  | «Liberty»                      | 5:01         |
| Общая длительность: | Общая длительность:            | 50:37        |

## Позиции в чартах
| Страна    | Высшая позиция | И.    |
| --------- | -------------- | ----- |
| Германия  | 75             | [ 4 ] |
| Финляндия | 4              | [ 4 ] |
| Франция   | 74             | [ 4 ] |

## Участники записи
- Тимо Котипелто — вокал
- Тимо Толкки — гитара
- Яри Кайнулайнен — бас-гитара
- Йенс Юханссон — клавишные
- Йорг Михаэль — ударные